# Château Léoville-las-Cases
Koordinaten: 45° 9′ 46,6″ N, 0° 44′ 27,7″ W

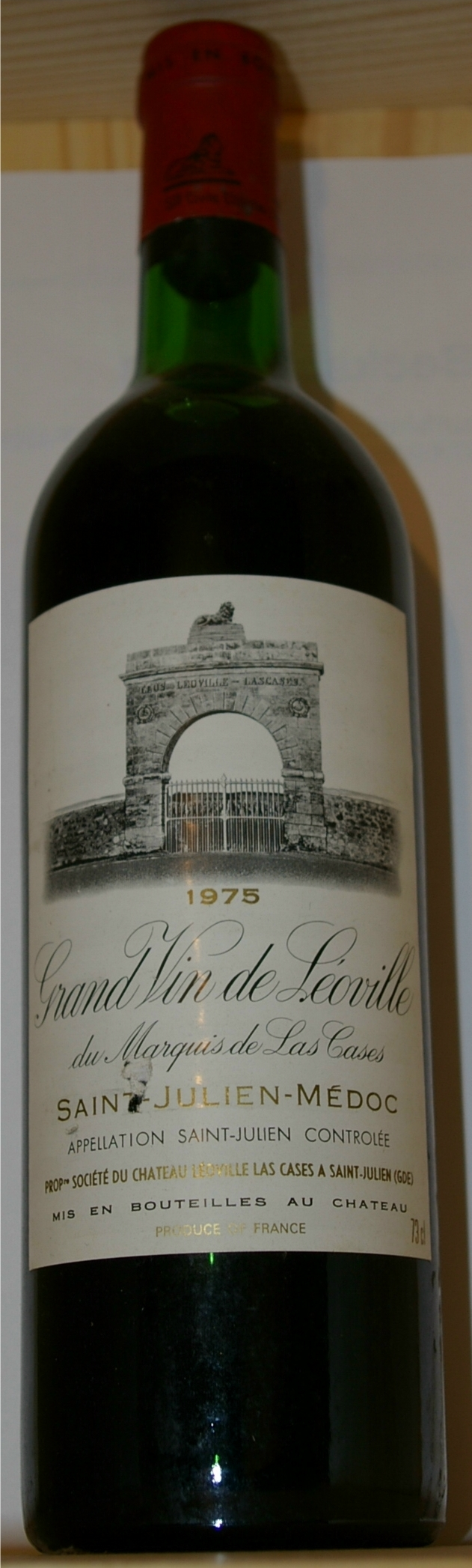
Léoville-las-Cases 1975

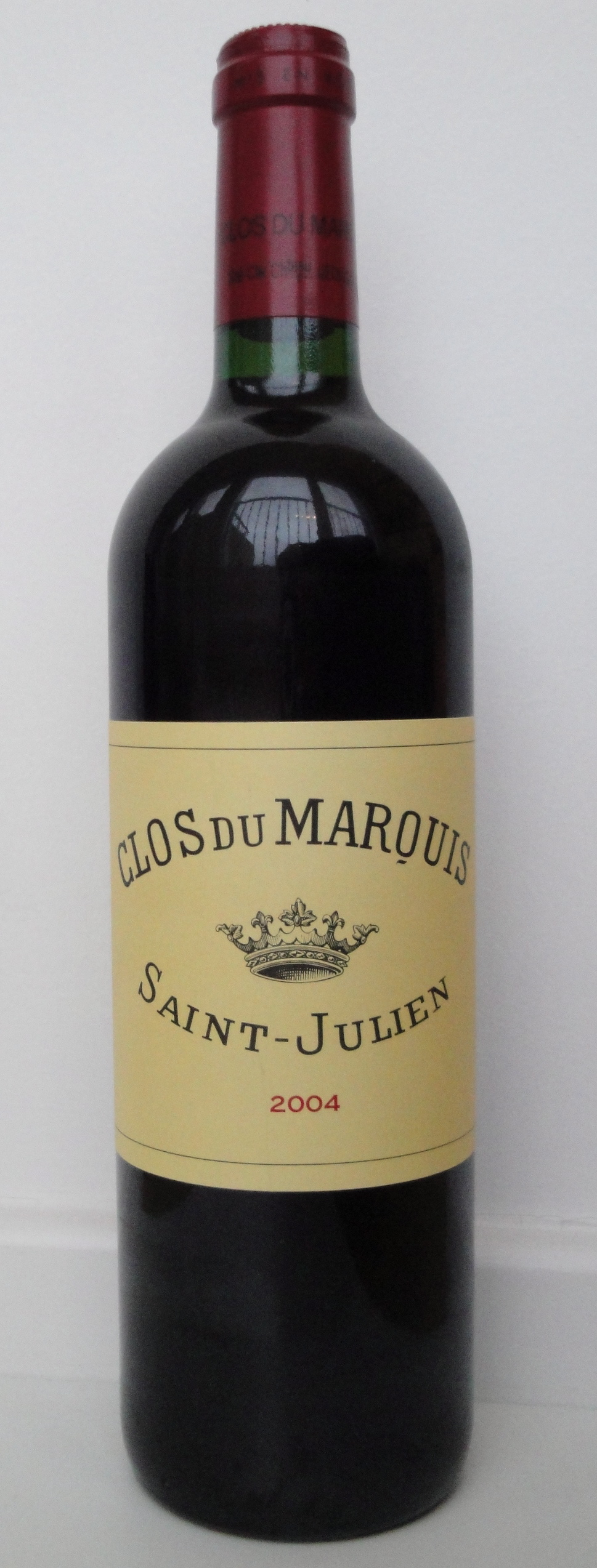
Clos du Marquis 2004, der Zweitwein

Das Château Léoville-las-Cases ist eines der berühmtesten Weingüter von Bordeaux. Seit 1855 ist das Weingut als „Deuxième“ Grand Cru Classé eingestuft, zweithöchste Stufe der Bordeaux-Klassifizierung.

## Lage
Es liegt in Saint-Julien, in unmittelbarer Nachbarschaft zum Ort Pauillac und zum berühmteren Nachbarn Château Latour, an der „Route du Vin“, der Départementsstraße D2.

## Weine
Markant ist das größte der mehreren Weinfelder von Las Cases: als eines der ganz wenigen in Bordeaux ist es ein Clos, ein komplett mit Mauern umgebener Weingarten. Auf dem Torbogen zum Garten steht der große namensgebende steinerne Löwe, der auch das Etikett der Weine ziert.
Die Reben bedecken eine Fläche von 97 ha, das Gut ist somit sehr groß. Die Flächen teilen sich auf mit 65 % Cabernet Sauvignon, 19 % Merlot, 13 % Cabernet Franc und 3 % mit Petit Verdot. Die Reben sind im Durchschnitt 30 Jahre alt. Von den Weinen gehen nur die besten 40 % in den Grand Vin; der größere Anteil geht in den Zweitwein. Zusammen werden in normalen Jahren ca. 450.000 Flaschen Wein gefüllt.
Die besten je entstandenen Weine bislang sind die aus dem Jahrgängen 1982, 1986, 1990, 1996, 2000, 2005, 2009, 2010, 2015, 2016, 2017, 2018 und 2019. Aktuell wird nur der Jahrgang 2016 (Stand Dezember 2021) mit 100 Parker-Punkten bewertet.
Der Zweitwein des Châteaus wird seit 2007 unter der Marke „Petit Lion“ abgefüllt. Bis dahin wurde er als „Clos du Marquis“ in den Handel gebracht. Er erreichte oft selbst Cru-classé-Qualität und erzielte spätestens seit den 1990er Jahren auch dementsprechende Preise. Seit 2007 kommen die Reben für „Clos du Marquis“ nur noch vom gleichnamigen Weinberg innerhalb des Las-Cases-Besitzes. Die Abfüllung ist damit kein Zweitwein mehr, sondern offiziell ein eigenständiger, hochklassiger St.-Julien, der in der Fachpresse regelmäßig höchste Bewertungen (Jahrgang 2016: 94 Parker-Punkte) erzielt. Seit einigen Jahren gibt es mit „La Petite Marquise“ sogar einen eigenen Zweitwein von „Clos du Marquis“.
Château Léoville-las-Cases wird vom Önologen Jacques Boissenot sowie dessen Sohn Eric begleitet und beraten.

## Geschichte und Perspektive
Die Rebflächen des Château sind Teil des ehemals großen Besitzes von Léoville: Anfang des 17. Jahrhunderts gehörten die Ländereien entlang der Gironde zur Seigneurie de Lamarque, und es war ein Verdienst der Holländer, die Feuchtflächen entlang des Flusses trockengelegt zu haben. Auf einer frühzeitig trockengelegten Fläche auf einer höher gelegenen Kieskuppe wurden im Jahr 1638 erste Nutzflächen angelegt. Ab der zweiten Hälfte des 17. Jahrhunderts legte die Familie de Moytié erste Rebflächen an. Später erhielt die Kieskuppe den Namen Mont Moytié. Im Jahr 1707 übernahm der Politiker und Präsident des Parlaments von Bordeaux den Besitz und vermachte ihn später an seine beiden Töchter. Eine der Frauen heiratet den einflussreichen Blaise Antoine Alexandre de Gasq, Seigneur von Léoville und ebenfalls Mitglied des Parlaments von Bordeaux. Nach einer Erbstreiterei der Töchter Moytiés gelang es de Gasq, die getrennten Besitztümer wieder zu vereinen. Die Flächen reichten von Château Beychevelle im Süden bis an Château Latour in Pauillac im Norden.
De Gasq verstarb 1769 kinderlos, und der Léoville-Besitz ging in die Erbgemeinschaft von vier Neffen unter dem Vorsitz von Marquis de Las Cases Beauvoir auf. Verwaltet wurde der Besitz noch von Jean-Pierre d’Abbadie sowie von Bernard und Jean-Joseph d’Alozier. Während der Wirren der französischen Revolution musste der Marquis außer Landes fliehen. Ihm gelang es jedoch, seinen Besitz nicht als Gemeingut (Bien national) zu verlieren. Er trennte sich lediglich von einem knappen Viertel der Flächen, die später von Hugh Barton zu Château Léoville-Barton geformt wurden.
Der Sohn des Marquis, of Pierre-Jean de Las Cases, Maréchal de Camps leitete die Geschicke des verbleibenden Guts ab 1815. Im Jahr 1840 wurde der Besitz im Rahmen der Erbfolge jedoch weiter aufgeteilt. Während Pierre-Jean nahezu Zwei Drittel behielt, wurde das andere Drittel seiner Schwester Jeanne de Las-Cases übertragen. Durch die Heirat von Jeanne mit Jean-Marie de Poyferré entstand der Name Château Léoville-Poyferré.
Las Cases ist das größte von ihnen und produziert auch den besten Wein. Das Gut steht im Besitz der Familie Delon.
Falls die Klassifikation der Bordelaiser Grand Crus je nochmals nach 1973, der Aufstufung von Mouton-Rothschild zum Premier Cru, neu aufgerollt werden sollte, so wird nach aller Voraussicht Léoville-las-Cases als nächster Premier-Kandidat durch die Ziellinie gehen.

## Trivia
Im Film Brust oder Keule verkörpert der Schauspieler Louis de Funès den Restaurantkritiker Charles Duchemin. Duchemin erkennt im Film einen Château Léoville-las-Cases des Jahrgangs 1953 allein durch visuelle Aspekte des Weins im Glas. Vorher hatte der Gourmet seinen Geschmackssinn verloren.